# Deutsche Patentanmeldung
Eine deutsche Patentanmeldung ist eine Patentanmeldung unter den Bestimmungen des deutschen Patentgesetzes (PatG). Sie kann für das Territorium der Bundesrepublik Deutschland zu einem Patent führen. In der Fachsprache wird sie manchmal auch nur „DE-Anmeldung“ genannt, da die entsprechenden Vorgänge eine mit dem Vorsatz DE- beginnende Schlüsselnummer erhalten.

## Rechtsgrundlage
Die Rechtsgrundlage im engeren Sinne für eine deutsche Patentanmeldung ist das deutsche Patentgesetz. Weiterhin gelten die Patentverordnung, das Patentkostengesetz und das Gesetz über internationale Patentübereinkommen.

## Abgrenzung
Eine DE-Anmeldung darf nicht mit folgenden Rechtspositionen verwechselt werden:
- Eine Patentanmeldung ist (noch) kein Patent. Erst wenn eine Patentanmeldung die formalen und inhaltlichen Voraussetzungen der Patentierbarkeit erfüllt, kann auf sie ein Patent erteilt werden. Die Wirkungen einer Patentanmeldung gegen Dritte sind anders und in aller Regel deutlich schwächer als die eines Patents. Insbesondere kann nur aus einem Patent, nicht dagegen aus einer Patentanmeldung heraus Unterlassung verlangt werden.
- Eine europäische Patentanmeldung („EP-Anmeldung“) ist eine Patentanmeldung unter dem Europäischen Patentübereinkommen. Zuständig ist hier das Europäische Patentamt.
- Eine internationale Patentanmeldung („PCT-Anmeldung“) ist eine Patentanmeldung unter dem Patentzusammenarbeitsvertrag, englisch „Patent Cooperation Treaty“ (PCT).

## Eigenschaften
- Eine deutsche Patentanmeldung führt auf Antrag des Anmelders zu einem Recherche- und Prüfungsverfahren, in dem die Voraussetzungen der Patentwürdigkeit geprüft werden und nach dessen Abschluss ggf. ein Patent mit Wirkung für das Territorium der Bundesrepublik Deutschland erteilt wird.
- Die Dauer des Prüfungsverfahrens liegt zwischen einigen Monaten und einigen Jahren.
- Das zuständige Amt ist das Deutsche Patent- und Markenamt („DPMA“) mit Hauptsitz in München. Innerhalb des Amtes bearbeiten sog. „Prüfungsstellen“ die Anmeldungen. Eine Prüfungsstelle ist mit einem Prüfer besetzt, der das Prüfungsverfahren führt und dazu schließlich beschluss fasst.
- Eine DE-Anmeldung kann in vielerlei Sprachen eingereicht werden, muss aber binnen bestimmter Fristen ins Deutsche übersetzt werden.
- Eine DE-Anmeldung gilt als zurückgenommen, wenn für die gleiche Erfindung in einer PCT-Anmeldung Deutschland national als Land ausgewählt wird.
- Eine DE-Anmeldung ist ein Immaterialgut, das einen oder mehrere Eigentümer (auch „Inhaber“ oder „Anmelder“ genannt) hat und das auf andere Eigentümer übertragen werden kann.
- Zur Beschleunigung des Prüfungsverfahrens nimmt das EPA am sog. „Patent Prosecution Highway“-Programm teil.
- Eine deutsche Patentanmeldung ist ein Immaterialgut und als solches Vermögensgegenstand. Sie hat einen oder mehrere Eigentümer, üblicherweise „Anmelder“ genannt, und kann auf einen oder mehrere andere Anmelder übertragen werden.
- Aus einer DE-Anmeldung heraus kann der Anmelder von anderen nicht Unterlassung verlangen. Fallabhängig können ihm aber nach Patenterteilung gewisse Entschädigungsansprüche auch für die Benützung der patentierten Lehre während der Anhängigkeit der Anmeldung zustehen.

## Verfahrensgang
Eine deutsche Patentanmeldung muss beim DPMA schriftlich oder äquivalent elektronisch und auch sonst formgerecht eingereicht werden. Dies kann als direkte Neuanmeldung geschehen oder als Fortsetzung einer PCT-Anmeldung.
Das Prioritätsrecht gilt auch für DE-Anmeldungen. Sie können Prioritäten nehmen und geben.
Der Rechercheantrag kann für eine DE-Anmeldung gleich mit ihrer Einreichung oder später gestellt werden. Der Anmelder erhält dafür ein Rechercheergebnis, das auch eine Prüfermeinung zur Patentwürdigkeit dessen, was beansprucht wird, enthalten kann.
Der Prüfungsantrag für die materiellrechtliche Prüfung der Anmeldung muss spätestens sieben Jahre nach dem Anmeldetag der DE-Anmeldung gestellt werden. Wenn er gestellt wird, enthält er den Rechercheantrag.
Wenn der Rechercheantrag oder der Prüfungsantrag gleich mit der Einreichung der Anmeldung gestellt wird, soll das Amt binnen acht Monaten die Recherche durchführen und das Ergebnis dem Anmelder mitteilen, damit er eine Entscheidungsgrundlage für weitere Anmeldungen innerhalb des Prioritätsjahres hat.
18 Monate nach dem Zeitrang der Anmeldung erfolgt die amtliche Veröffentlichung derselben. Ab dann ist der Akteninhalt online im Patentregister des DPMA einsehbar.
In Reaktion auf den Prüfungsantrag beginnt das Prüfungsverfahren im engeren Sinn, indem ein schriftlicher Austausch zwischen Amt und Anmelder zur Formulierung des beantragten Patents und Diskussion der Patentwürdigkeit der dadurch beanspruchten Erfindung beginnt, der früher oder später mit der Patenterteilungsbeschluss oder einem Zurückweisungsbeschluss des DPMA endet. Hierbei werden insbesondere die Kriterien Klarheit, Offenbarung von Änderungen der Anmeldung, Einheitlichkeit, Neuheit und erfinderische Tätigkeit diskutiert. Im Verlauf des Prüfungsverfahrens kann es auch zu einer Anhörung kommen.
Wenn alle Beanstandungen ausgeräumt werden können, erlässt der zuständige Prüfer den sog. Patenterteilungsbeschluss, andernfalls einen Zurückweisungsbeschluss, der beschwerdefähig ist.
Andere („Dritte“) können über sog. „Eingaben Dritter“ ihre Auffassung zur Qualität der DE-Anmeldung dem Amt mitteilen. Förmlich Einspruch einlegen können sie aber erst nach Patenterteilung.
In den Verfahren zu einer deutschen Patentanmeldung kann der Anmelder sich vertreten lassen, etwa von einem Patentanwalt.

## Kosten
Für eine deutsche Patentanmeldung fallen amtliche Gebühren an, die gesetzlich geregelt sind. Wenn ein Vertreter beauftragt ist, diese Anmeldung vorzunehmen, sind zusätzlich dessen Honorare zu bezahlen.
Die amtlichen Gebühren einer DE-Anmeldung umfassen anfänglich die Anmeldegebühr (60 € bei Anmeldung in Papierform, 40 € in elektronischer Form). Zu gegebener Zeit muss die Prüfungsgebühr bezahlt werden (350 € oder 150 €, wenn vorher schon eine Recherche beantragt war). Ab Anfang des dritten Jahres der Patentlaufzeit sind auch Jahresgebühren zu zahlen (70 € für das dritte Jahr, danach steigend bis 2030 € für das 20. Jahr – Stand 1. Juli 2022).
Die Kosten eines womöglich beauftragten Vertreters hängen von den vertraglichen Absprachen zwischen Auftraggeber und Vertreter ab.

## Webservices
Über den vom DPMA gepflegten Dienst „DEPATIS“ ist eine deutsche Patentanmeldung ab ihrer Veröffentlichung auch im Kontext ihrer Patentfamilie und anderer Veröffentlichungen abrufbar.
Über das Register des DPMA können für veröffentlichte DE-Anmeldungen alle veröffentlichten Akteninhalte zeitnah nach ihrem Eingang beim Amt abgerufen werden.
Das DPMA hält eine Informationsbroschüre für Patente vor.